# IDOL is DEAD
『IDOL is DEAD』（アイドル イズ デッド）は、2012年10月24日にavex traxからリリースされたBiSのアルバム。

## 概要
BiSのメジャーデビュー後、初のアルバムである。全13曲を収録。インディーズ時代にリリースした「nerve」「My Ixxx」「primal.」「IDOL」の4曲は、現在（アルバム制作時）のメンバー5人による新録バージョン。「Our Song」は大沢伸一の同名楽曲のカバーである。
映画盤（CD+DVD、AVCD-38572/B）、MV盤（CD+DVD、AVCD-38573/B）、CD盤（CDのみ、AVCD-38574）の3タイプがある。それぞれ初回限定版と通常版ではジャケット写真が異なる。また、映画盤とMV盤の初回限定盤は紙ジャケ仕様となっている。
映画盤のDVDには、BiSのメンバー（プー・ルイ、ヒラノノゾミ、テラシマユフ）がメインキャストを演じたホラー映画『アイドル・イズ・デッド』（加藤行宏監督、2012年公開）を収録。また、特典映像として映画の公開を記念して2012年4月27日に下北沢THREEで行われたMOOSIC LAB後夜祭での "Live BiS in MOOSIC LAB Re:KICK OFF PARTY" の3人体制で最後となるライブ映像も収められている。なお、この映画盤は2013年3月31日までの期間限定生産となっている。
MV盤のDVDにはインディーズ時代に制作された7本を含む全9本のミュージック・ビデオが収録されている。

## 収録内容

### CD
1. IDOL is DEAD
作詞：CHARLeS STeART.jr 作曲・編曲：松隈ケンタ
2. ASH
作詞：BiS 作曲・編曲：松隈ケンタ
3. PPCC
作詞：BiS 作曲：松隈ケンタ 編曲：Buzz72+
4. BLEW
作詞：ミチバヤシリオ 作曲・編曲：松隈ケンタ
5. CHELSEA
作詞：竜宮寺育 作曲：真田巧 編曲：松隈ケンタ
6. nerve
作詞：久保田洋司 作曲：miifuu 編曲：Schtein & Longer
7. Our Song
作詞：難波章浩 作曲：Shinichi Osawa 編曲：Schtein & Longer
8. My Ixxx
作詞：BiS 作曲・編曲：松隈ケンタ
9. I wish I was SpecIaL
作詞：JxSxK 作曲・編曲：井口イチロウ
10. hitoribochi
作詞：BiS 作曲：miifuu 編曲：宮井英俊
11. IDOL
作詞：竜宮寺育 作曲・編曲：松隈ケンタ
12. urge over kill of love
作詞：テラシマユフ 作曲・編曲：松隈ケンタ
13. primal.
作詞：BiS 作曲・編曲：松隈ケンタ

### DVD

#### 映画盤
1. アイドル・イズ・デッド（映画）
（監督・脚本：加藤行宏、製作：コペンハーゲンシアター）
2. BiS in MOOSIC LAB Re:KICK OFF PARTY!（LIVE映像）
3. Give me your love 全部
4. IDOL
5. BiS
6. primal.

#### MV盤
デビュー曲「BiS」から「IDOL is DEAD」までのミュージック・ビデオ9本を収録。
1. BiS
2. パプリカ
3. nerve
4. MyIxxx
5. primal.
6. アイドル
7. IDOL
8. PPCC
9. IDOL is DEAD

### 初回封入特典
ミニ生写真6種からランダム封入（各タイプ共に）